# Regionale raad van Neve Midbar
De regionale raad van Neve Midbar (Hebreeuws: מועצה אזורית נווה מדבר, Moatza Azorit Neveh Midbar, Arabisch:المجلس الإقليمي واحة, Majlis Iqlimi Newe Midbar) is een regionale raad die actief is in het noorden van de Negev in Israël. In het gebied wonen ongeveer 7000 inwoners. Aan de regionale raad van Neve Midbar nemen vier nederzettingen deel.

## Plaatsen
- Abu Qrenat
- Abu Talul
- Bir Hadage
- Qasr al-Sir